# المدرسة الخانقية
المدرسة الخانقية هي إحدى المدارس التاريخية التي شيدت في العهد المملوكي، الواقعة في مدينة دمشق، خارج أسوارها الجنوبية، في منطقة الميدان، شمال جامع وتربة الأمير تنبك، يطل مدخلها الغربي على شارع الميدان الرئيسي.
هي نوع من المدارس الدينية التي كانت منتشرة في العصور الإسلامية، خاصة في مصر والشام. يتم فيها تدريس العلوم الدينية والفكرية، بالإضافة إلى تعلم الفنون والحرف. كانت تُبنى عادة في المناطق الحضرية، مرتبطة بالأوقاف التي تُخصص لها. الهدف منها كان توفير بيئة تعليمية تشمل علوم الفقه، والتفسير، والحديث، بالإضافة إلى تعليم المهارات الحياتية، مثل الطب والفلك. كما كان الطلاب يسكنون في هذه المدارس مع أساتذتهم، وكان لها دور في نشر الثقافة الإسلامية وتوسيع العلم في تلك الفترات. 
تتألف المدرسة من ثلاث قاعات: قاعة مركزية، وقاعة جنوبية استخدمت مسجد، وقاعة شمالية كانت تستخدم ككُتّاب.هي نوع من المدارس الدينية التي كانت منتشرة في العصور الإسلامية، خاصة في مصر والشام. يتم فيها تدريس العلوم الدينية والفكرية، بالإضافة إلى تعلم الفنون والحرف. كانت تُبنى عادة في المناطق الحضرية، مرتبطة بالأوقاف التي تُخصص لها. الهدف منها كان توفير بيئة تعليمية تشمل علوم الفقه، والتفسير، والحديث، بالإضافة إلى تعليم المهارات الحياتية، مثل الطب والفلك. كما كان الطلاب يسكنون في هذه المدارس مع أساتذتهم، وكان لها دور في نشر الثقافة الإسلامية وتوسيع العلم في تلك الفترات. 

## التاريخ
تأسست المدرسة الخانقية في القاهرة في القرن الـ14 خلال فترة الدولة المملوكية، على يد الأمير سيف الدين خانقاه عام 1317. كانت تجمع بين التعاليم الإسلامية والدينية والفنون المختلفة، حيث كانت تُدرس فيها العلوم الدينية و يستضيفها العلماء والطلاب. تتميز بتصميم معماري مملوكي تقليدي يشمل أماكن سكنية للطلاب، قاعات دراسية، وقاعات للصلاة.

## وصف بناء المدرسة
مدخل المدرسة الذي يقع في الجهة الغربية، حيث يتميز ببوابة حجرية سوداء، وباب خشبي مزخرف يؤدي إلى قاعة مركزية واسعة. كانت القاعة تحتوي على بركة ماء كبيرة، وسقف مقبّب، لكنه استُبدل بسقف خشبي. جدران القاعة مبنية من الحجر الكلسي، وتتخللها نوافذ وأبواب خشبية توصل إلى أماكن مختلفة مثل الميضأة وقاعة الكتّاب. 
يرتبط المسجد بالقاعة المركزية عبر قوس حجري كبير، ويتكون المسجد من أربع بوائك (ممرات بأعمدة)، بعضها بسقف خشبي والأخرى كانت مغطاة بقباب أُزيلت لاحقًا. كما يحتوي المسجد على نوافذ للإنارة والتهوية.

## مدرسة الخانقية (التنكزية) في القدس
هي أحد المعالم التاريخية التي تحمل نفس الاسم والتي تعكس الطابع الثقافي والديني للمدينة. تقع في البلدة القديمة، وهي واحدة من المدارس الدينية التي تأسست في العهد المملوكي. كانت من أهم المراكز التعليمية في القدس، وتخرج منها العديد من العلماء والفقهاء. تمثل هذه المدرسة نموذجًا للعمارة الإسلامية التقليدية، حيث تتميز بتصميمها الفريد الذي يضم قاعة للصلاة، ومرافق تعليمية، وساحات داخلية. كانت المدرسة الخانقية مركزًا مهمًا للعلم والتعليم في العصور الوسطى، وقد لعبت دورًا بارزًا في نشر الفكر الديني والعلمي في المنطقة.
تأسست المدرسة الخانقية في القدس عام 1382 م على يد الأمير سيف الدين برقوق، أحد سلاطين المماليك. تقع المدرسة في حارة النصارى بالبلدة القديمة، وتتميز بتصميمها المعماري الفريد الذي يجمع بين الطرازين المملوكي والأيوبي.